# In Memory Of...
«In Memory Of…» — це павер-балада у виконанні гурту Drowning Pool. Пісня є синглом із їхнього альбому Resilience і була випущена 14 серпня 2012 року. Вона вийшла в десяту річницю смерті першого співака гурту — Дейва Вільямса.

## Значення пісні
Пісня присвячена першому вокалістові гурту — Дейву Вільямсу, який помер внаслідок хвороби серця 14 серпня 2012 року.

## Список треків
| #  | Назва             | Тривалість |
| -- | ----------------- | ---------- |
| 1. | «In Memory Of...» | 4:03       |

## Учасники
- Джейсен Морено — вокал
- Сі-Джей Пірс — гітара
- Майк Льюс — ударні
- Стіві Бентон — баси